# Nubarashen
Nubarashen ( in armeno Նուբարաշեն ), nota anche come Nuparashen è un distretto di Erevan, la capitale dell'Armenia, con 9.700 abitanti (dato 2011) situato nella parte meridionale della città.